# プリムス・スーパーバード
スーパーバード（Superbird）はクライスラー（現:ステランティス）がプリムスブランドで販売していたマッスルカーである。

## 概要
スーパーバードは、ロードランナーをベースに高性能スポーツカーとして開発され、レーシングカーとしてモータースポーツに参加することも目的としている。
アメリカ合衆国環境保護庁は航空機のジェットエンジンからの排ガスがどの程度環境を汚しているのかを調べるために、測定装置やセンサーなどを積み込んだスーパーバードを保有していたことがあり、空港で航空機と並走させて測定を行っていた。航空機の離陸時のスピードに付いていける高性能車であるとしてスーパーバードはうってつけだったという。